# Gryller
Gryller (latin grýllus) er billeder eller figurer, der på en fantastisk måde er sammensatte af dele af mennesker og dyr. Efter hvad Plinius den ældre fortæller, hidrører gryller fra maleren Antifilos, der var en vittig karikaturtegner, og som engang tegnede en karikatur af en mand, der hed Gryllos (græsk "gris"), således, at han lignede en gris. Dette billede vakte så stor opsigt, at man siden kaldte lignende billeder for gryller. Fra den romerske kejsertid haves flere sådanne på gemmer og lignende.